# Atri (pati)
L'atri (del llatí atrium) és el pati principal d'alguns temples i cases romanes (domus). Es tractava de la part de l'edifici oberta als hostes, convidats i visitants. Segons una teoria reconeguda per la majoria d'historiadors, l'atri era un pati de Roma primitiva envoltat d'edificis.
D'aquells temps va passar a l'art paleocristià i al cristià medieval. A les esglésies cristianes es tracta d'un pati porticat situat als seus peus i que servia per accedir-hi. Solia tenir una font i porxes, i l'accés era lliure a qualsevol. Actualment moltes esglésies conserven un atri a la seva entrada, encara que la seva forma és molt diversa, però, en general, sol estar senyalitzat amb columnes i cadenes, ja que es tracta de lloc sagrat.
Modernament l'atri ha esdevingut una característica clau de molts edificis. L'atri s'ha popularitzat en el disseny d'edificis perquè donen als seus interiors una "sensació d'espai i de llum" i ofereixen l'oportunitat de crear nous tipus d'espais dinàmics i estimulants.

## Etimologia

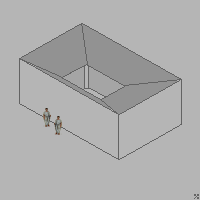
Un atrium impluvium, on l'aigua de pluja s'escola vers l'interior.

El substantiu masculí "atri" és un préstec acadèmic de l'atrium llatí, substantiu neutre testificat des de l'Aulularia, una comèdia de Plaute datada al voltant del 195 aC. Vindria de la ciutat d'Adria, segons Varró i Pau el Diaca.
Una altra teoria suggereix que la paraula atrium deriva de l'adjectiu llatí ater, que significa "negre, ennegrit", el que faria pensar en l'atri primitiu com a l'únic espai de la casa, on també s'hi cuinaria.

## L'atri preromà
Els gentilices etruscs posseïen davant de casa seva una sala anomenada atrium tuscanicum o tuscan (pels autors llatins). Precedia, entre els etruscs, l'accés a la sala de recepció del cap de casa, inclòs el llit i l'altar dels avantpassats, el tablinum. Diversos sepulcres etruscs de Banditaccia revelen els detalls (finestres, portes i timpà), ja que reprodueixen els detalls de la vida abans de la mort del difunt per acompanyar-lo en el seu viatge a la vida posterior.

## L'atri romà clàssic

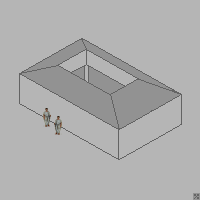
Un atrium displuvium, on l'aigua de pluja s'escola vers l'exterior.

Originàriament consistia en una gran sala coberta, de forma quadrada o rectangular (cavaedium). Tenia la teulada oberta al centre (compluvium), que permetia recollir l'aigua de la pluja en una piscina (impluvium) situada just a sota i que es dirigia llavors cap a una cisterna. També van existir atris oblongues o circulars, més o menys bonics depenent de la importància de la casa.
Algunes cases tenien diversos atris. Les seves parets sovint es revestien de marbre i/o es decoraven amb frescos. En aquesta espai s'hi conservaven els stemmata imaginum (arbres genealògics familiars), les taules patronals i d'hospitium i els arxius familiars.
Existien quatre tipus d'atri:
- Toscà: Estava format per un sostre amb quatre bigues que es creuaven entre si per parelles en angle recte. Al mig del creuament de les bigues hi quedava l'espai obert anomenat compluvium.
- Testudí: Estava format per un gran sostre semblant a la closca d'una tortuga, d'aquí el seu nom.
- Tetrastil, o de quatre columnes: Aquest tipus és semblant a l'estil toscà, però amb una columna que sostenia els punt d'intersecció de les bigues.
- Corinti: El més gran, compost de pòrtics en columnates d'ordre corinti.

Per altra banda, l'atri també definia un pati envoltat de pòrtics davant d'un temple o d'un edifici públic. A Roma hi havia l'Atrium Regium, el de la Llibertat, o l'Auctionarium, el de l'Apollo palatine, davant del temple d'aquest déu al turó Palatí. Era molt bonic, tot de marbre blanc i marbre africà, amb un gran nombre d'estàtues eqüestres i de vianants.